# Union nationale des organisations syndicales des transporteurs routiers automobiles
L’Union nationale des organisations syndicales des transporteurs routiers automobiles (UNOSTRA) est un syndicat français de transporteurs routiers créé en 1947 par André Magnaval.